# REFInd
rEFInd — загрузочное меню и утилита управления для компьютеров, основанных на технологии UEFI, таких как Macintosh с процессорами Intel. Поддерживает архитектуры x86, x86-64 и AArch64.
Может быть использована для выбора операционных систем из меню, если их установлено больше одной. Также предоставляет возможность исследования предзагрузочного окружения[что?].
Название происходит от игры слов «найти заново» (англ. refind) и «EFI».
rEFInd — это активный форк программы rEFIt, которая больше не поддерживается. Имеет форк под названием RefindPlus, нацеленный на поддержку старых Mac Pro со сторонними видеокартами.

## Возможности
- Автоматическое определение операционных систем и загрузчиков.
- Загрузка в текстовом или графическом режиме.
- Поддержка Secure Boot.
- Загрузка по сети посредством PXE и HTTP.
- Поддержка некоторых сенсорных экранов.
- Встроенный скринсейвер (включается в конфигурационном файле)[6].